# Jugglerz
Jugglerz ist ein DJ-, Produzenten- und Label-Team aus Konstanz. Die Gruppe betreibt unter dem Namen Jugglerz Records ihr eigenes Label. Durch die Zusammenarbeit mit Künstlern aus dem In- und Ausland wie beispielsweise RAF Camora, Gzuz, Bausa, Miami Yacine, Ufo361, Olexesh, Major Lazer und Elephant Man erlangten sie nationale und internationale Bekanntheit. Bei der Single Was du Liebe nennst von Bausa wirkten sie als Produzenten mit. Die Single erreichte zunächst Diamant-Status in Deutschland für 1.000.000 Verkäufe und später siebenfach Goldstatus für 1.400.000 Verkäufe, hielt sich neun Wochen auf Platz 1 der deutschen Charts Zuvor schafften sie es mit ihrem Label-Sampler Jugglerz City auf Platz 6 der US-Billboard Charts in der Kategorie Reggae Albums.

## Geschichte
Das Soundsystem Jugglerz wurde von Shotta Paul und DJ Meska im Februar 2012 gegründet. Zuvor waren sie Teil des Soundsystems Sentinel. Als Mitglieder von Sentinel wurden sie Vizeweltmeister beim Worldclash 2010 in Montego Bay.
Sie tourten durch Jamaika, Mittel- und Zentralamerika, Bermuda, die USA und Europa. Musikalisch standen sie für Dancehall und Reggae sowie Hip-Hop, Afrobeat und EDM.
2015 gewann die Gruppe den Soundclash gegen K.I.Z beim Stubaital Opening Soundclash. Ebenfalls 2015 gewannen sie den War Ina East Soundclash gegen Black Chiney Sound aus Miami. Im Oktober 2018 waren Jugglerz Teil vom Red Bull Culture Clash in Berlin.

## Jugglerz Records
Das zum Soundsystem gehörige Label Jugglerz Records besteht seit dem Jahr 2012 und veröffentlicht neben den Labelartists wie Miwata hauptsächlich Kompilationen in Form von sogenannten Riddims. Der Label-Sampler Jugglerz City wurde 2016 veröffentlicht und erreichte Platz 6 der US-Billboard Charts in der Kategorie Reggae Albums.
Seit 2018 ist Jugglerz Records ein Joint Venture der Universal Music Group.

## Jugglerz Production
Das Jugglerz Production Team besteht aus Sir Jai, Jopez & Meska. Sir Jai war zuvor der DJ und Produzent von Kool Savas und Xavier Naidoo. Jopez ist der DJ und Produzent der Gruppe Die Orsons und produzierte ebenfalls für Cro. Meska war für die meisten Reggae Produktionen der Jugglerz verantwortlich. 2018 waren sie für den Echo in der Kategorie Produzent national nominiert.

## Diskografie

### Alben
| Jahr | Titel       | Höchstplatzierung, Gesamtwochen, AuszeichnungChartplatzierungen (Jahr, Titel, Platzierungen, Wochen, Auszeichnungen, Anmerkungen) | Höchstplatzierung, Gesamtwochen, AuszeichnungChartplatzierungen (Jahr, Titel, Platzierungen, Wochen, Auszeichnungen, Anmerkungen) | Höchstplatzierung, Gesamtwochen, AuszeichnungChartplatzierungen (Jahr, Titel, Platzierungen, Wochen, Auszeichnungen, Anmerkungen) | Anmerkungen                                         |
| Jahr | Titel       | DE | AT | CH | Anmerkungen                                         |
| ---- | ----------- | --- | --- | --- | --------------------------------------------------- |
| 2022 | Microdose – | DE12 (1 Wo.)DE | — | — | Erstveröffentlichung: 22. April 2022 mit Disarstar  |
| 2024 | Overdose –  | DE3 (2 Wo.)DE | AT67 (1 Wo.)AT | — | Erstveröffentlichung: 19. Januar 2024 mit Disarstar |

Weitere Alben
- 2016: Jugglerz City
- 2019: Jugglerz Radio

### EPs
- 2019: Vom Kosmos am Korner (mit Neunfünf)
- 2020: Tempted (mit David Meli)

### Singles
| Jahr | Titel Album               | Höchstplatzierung, Gesamtwochen, AuszeichnungChartplatzierungen (Jahr, Titel, Album, Platzierungen, Wochen, Auszeichnungen, Anmerkungen) | Höchstplatzierung, Gesamtwochen, AuszeichnungChartplatzierungen (Jahr, Titel, Album, Platzierungen, Wochen, Auszeichnungen, Anmerkungen) | Höchstplatzierung, Gesamtwochen, AuszeichnungChartplatzierungen (Jahr, Titel, Album, Platzierungen, Wochen, Auszeichnungen, Anmerkungen) | Anmerkungen                                                                        |
| Jahr | Titel Album               | DE | AT | CH | Anmerkungen                                                                        |
| ---- | ------------------------- | --- | --- | --- | ---------------------------------------------------------------------------------- |
| 2018 | Fokus –                   | DE70 (1 Wo.)DE | — | — | Erstveröffentlichung: 10. August 2018 feat. Miami Yacine, Bausa, Nura & Joshi Mizu |
| 2019 | Normal –                  | DE14 (4 Wo.)DE | AT34 (2 Wo.)AT | CH59 (1 Wo.)CH | Erstveröffentlichung: 18. Oktober 2019 mit Veysel                                  |
| 2020 | Gangster Queen A.S.S.N. 2 | DE15 (4 Wo.)DE | AT45 (1 Wo.)AT | CH90 (1 Wo.)CH | Erstveröffentlichung: 3. Juli 2020 AK Ausserkontrolle feat. Jugglerz               |
| 2020 | Nehm sie mit –            | DE89 (1 Wo.)DE | — | — | Erstveröffentlichung: 1. Oktober 2020 feat. Olexesh                                |
| 2021 | Mi amor Dhurata           | — | — | CH19 (11 Wo.)CH | Erstveröffentlichung: 23. Juli 2021 Dhurata Dora feat. Jugglerz & Noizy            |
| 2021 | 50km/h –                  | DE41 (1 Wo.)DE | AT75 (1 Wo.)AT | CH47 (1 Wo.)CH | Erstveröffentlichung: 10. September 2021 feat. Azet                                |
| 2022 | Alles gut –               | DE23 (2 Wo.)DE | AT27 (2 Wo.)AT | CH11 (4 Wo.)CH | Erstveröffentlichung: 21. Januar 2022 Noizy feat. Dardan & Jugglerz                |

Weitere Singles
- 2011: Kickdown Riddim
- 2011: Street Soul Riddim
- 2013: Breaking Bad Riddim
- 2014: Penthouse Riddim
- 2014: Madskull Riddim
- 2015: Reggaemiles Riddim
- 2016: Kaas & Jugglerz in Jamaica
- 2018: Everywhere We Go (feat. Curt Powell & I-Octane)
- 2018: Vino (mit Neunfünf)
- 2018: Good Pussy Gyal Fi Get Tings (feat. Gage)
- 2018: Heute (feat. Miwata)
- 2019: Nie da (feat. Majan & Kilian & Jo)
- 2019: Dem Fake (mit Busy Signal)
- 2019: Michael Collins (mit Neunfünf)
- 2019: Let Me Go (mit David Meli)
- 2019: 124BPM.mp3 (mit Majan)
- 2020: Tall Shade (mit Patrice & Mr Eazi)
- 2020: Hard & Done (mit Nyla & Charly Black)
- 2020: Dein <3 (mit Yonii)

### Als Gastmusiker
- 2016: Ghetto Grammar (Take Dat! feat. Beenie Man & Jugglerz)

### Als Produzenten
| Jahr | Titel Album                             | Höchstplatzierung, Gesamtwochen, AuszeichnungChartplatzierungen (Jahr, Titel, Album, Platzierungen, Wochen, Auszeichnungen, Anmerkungen) | Höchstplatzierung, Gesamtwochen, AuszeichnungChartplatzierungen (Jahr, Titel, Album, Platzierungen, Wochen, Auszeichnungen, Anmerkungen) | Höchstplatzierung, Gesamtwochen, AuszeichnungChartplatzierungen (Jahr, Titel, Album, Platzierungen, Wochen, Auszeichnungen, Anmerkungen) | Anmerkungen                                                           |
| Jahr | Titel Album                             | DE | AT | CH | Anmerkungen                                                           |
| --- | --------------------------------------- | --- | --- | --- | --------------------------------------------------------------------- |
| 2017 | Wieso? Mele7                            | DE50 Gold · (17 Wo.)DE | — | — | Zuna Erstveröffentlichung: 27. Januar 2017 Verkäufe: + 200.000        |
| 2017 | Original Mele7                          | DE52 (2 Wo.)DE | AT71 (1 Wo.)AT | CH43 (2 Wo.)CH | Zuna feat. Nash Erstveröffentlichung: 21. April 2017                  |
| 2017 | Baby Mele7                              | DE51 Gold · (6 Wo.)DE | — | CH61 (1 Wo.)CH | Zuna Erstveröffentlichung: 21. April 2017 Verkäufe: + 200.000         |
| 2017 | Was du Liebe nennst Powerbausa          | DE1 ×4Vierfachplatin · (59 Wo.)DE | AT1 ×3Dreifachplatin · (37 Wo.)AT | CH4 ×2Doppelplatin · (35 Wo.)CH | Bausa Erstveröffentlichung: 1. September 2017 Verkäufe: + 1.730.000   |
| 2017 | Großstadtdschungel Casia                | DE41 (4 Wo.)DE | AT67 (1 Wo.)AT | CH70 (1 Wo.)CH | Miami Yacine feat. Zuna Erstveröffentlichung: 8. September 2017       |
| 2017 | FML Powerbausa                          | DE33 (7 Wo.)DE | — | — | Bausa Erstveröffentlichung: 29. Dezember 2017                         |
| 2018 | Drück drück Wolke 7                     | DE11 Gold · (11 Wo.)DE | AT29 (5 Wo.)AT | CH76 (2 Wo.)CH | Gzuz feat. LX Erstveröffentlichung: 30. März 2018 Verkäufe: + 200.000 |
| 2018 | Was erlebt Wolke 7                      | DE3 (8 Wo.)DE | AT2 (6 Wo.)AT | CH18 (3 Wo.)CH | Gzuz feat. Bonez MC Erstveröffentlichung: 27. April 2018              |
| 2018 | 40K VVS                                 | DE13 (6 Wo.)DE | AT19 (3 Wo.)AT | CH37 (2 Wo.)CH | Ufo361 Erstveröffentlichung: 10. August 2018                          |
| 2018 | Vagabund                                | DE10 (12 Wo.)DE | AT25 (5 Wo.)AT | — | Bausa Erstveröffentlichung: 24. August 2018                           |
| 2018 | Meer L.O.C.O.                           | DE3 (18 Wo.)DE | AT8 (13 Wo.)AT | CH8 (9 Wo.)CH | Luciano Erstveröffentlichung: 26. Oktober 2018                        |
| 2019 | Hallo Hallo Super Plus                  | DE3 (9 Wo.)DE | AT7 (5 Wo.)AT | CH7 (4 Wo.)CH | Azet & Zuna Erstveröffentlichung: 8. Februar 2019                     |
| 2019 | Don’t lie to me Only Love, L            | DE30 (16 Wo.)DE | AT39 (6 Wo.)AT | — | Lena Meyer-Landrut Erstveröffentlichung: 15. März 2019                |
| 2020 | Gangster Queen A.S.S.N. 2               | DE15 (4 Wo.)DE | AT45 (1 Wo.)AT | CH90 (1 Wo.)CH | AK Ausserkontrolle feat. Jugglerz Erstveröffentlichung: 3. Juli 2020  |
| Folgende Lieder erschienen nicht als Single, wurden aber durch das Album zum Download und Streaming bereitgestellt und konnten somit eine Platzierung erlangen: |                                         | | | |                                                                       |
| |                                         | | | |                                                                       |
| 2018 | Nummer unterdrückt Palmen aus Plastik 2 | DE3 (13 Wo.)DE | AT1 (19 Wo.)AT | CH7 (6 Wo.)CH | Bonez MC & RAF Camora Charteinstieg: 12. Oktober 2018                 |
| 2018 | MDMA Palmen aus Plastik 2               | DE14 (3 Wo.)DE | AT12 (1 Wo.)AT | — | Bonez MC & RAF Camora Charteinstieg: 12. Oktober 2018                 |
| 2019 | Kamehameha Super Plus                   | DE5 (4 Wo.)DE | AT9 (3 Wo.)AT | CH10 (3 Wo.)CH | Azet & Zuna Charteinstieg: 15. März 2019                              |
| 2019 | Pam Pam Super Plus                      | DE18 (2 Wo.)DE | AT20 (1 Wo.)AT | CH23 (1 Wo.)CH | Azet & Zuna Charteinstieg: 15. März 2019                              |
| 2019 | Ist es wahr Super Plus                  | DE52 (2 Wo.)DE | — | — | Azet & Zuna Charteinstieg: 15. März 2019                              |
| 2019 | Ghetto Super Plus                       | DE73 (1 Wo.)DE | — | — | Azet & Zuna Charteinstieg: 15. März 2019                              |

Weitere Produktionen
- 2017: Miwata – Vielleicht
- 2017: Miwata – Verändert
- 2017: Zuna – Ghetto
- 2017: Miwata – Honig
- 2017: Nimo – Hätte Niemals Gedacht
- 2018: Konshens – Free Like a Bird
- 2018: Miwata feat. Jahmiel – Oh Baby
- 2018: Olexesh feat. Karen – Weed & Hennessey
- 2018: Olexesh – Tek Rap
- 2018: Schwesta Ewa – Ware Liebe
- 2018: Maître Gims & Alvaro Soler – Lo Mismo
- 2018: Jona – Keine Liebe
- 2018: Joshi Mizu – Montag
- 2018: Estelle & Luke James – So Easy
- 2018: Manillio – Psst
- 2018: Manillio & Cobee – 180 km/h
- 2019: Sammy Fariz – Fight for Your Love
- 2019: MAJAN & KeKe – Tag ein Tag aus (Around the World) (Remix)